# Steinar Pettersen
Pour les articles homonymes, voir Pettersen.
Steinar Pettersen (né le 29 avril 1945 à Drammen en Norvège) est un ancien joueur et entraîneur de football et de bandy norvégien.

## Biographie
Il passe sa carrière de footballeur et de joueur de bandy dans le club norvégien du Strømsgodset IF entre 1962 et 1975 (282 matchs pour 234 buts).
Il joue en tout six matchs pour l'équipe de Norvège de football et 25 pour l'équipe de Norvège de bandy. Il remporte la médaille d'argent avec la Norvège lors du Championnat du monde de bandy à Moscou en 1965.
Il inscrit tous les quatre buts lors de la finale de bandy du championnat de Norvège 1965 contre le Sparta (victoire 4-0), et remporte en tout six championnats norvégiens.
Il remporte le championnat de Norvège de football en 1970 et trois fois la coupe de Norvège de football en 1969, 1970 et 1973.
Il entraîne par la suite son club de toujours, le Strømsgodset IF.